# Muestra de Cine Lésbico de Asturias en Gijón
La Muestra de Cine Lésbico de Asturias (Gijón, 2022) es una muestra cinematográfica organizada por la Asociación para la Investigación de los Conflictos Contemporáneos (AICC) y la Sociedad Cultural Gesto, que se celebra en la ciudad española de Gijón. Esta se ha configurado, desde su creación en 2022, en la única muestra específica de cine lésbico en Asturias. Su primer nombre fue Muestra de Cine Lésbico de Gijón, que posteriormente dio paso a la denominación en 2023 de Muestra de Cine Lésbico de Asturias en Gijón. 

## Historia
La primera edición de la Muestra tuvo lugar en Gijón los días 23, 25 y 26 de agosto de 2022 en el Salón de Actos de la Antigua Escuela de Comercio de Gijón. Las películas seleccionadas para la primera Muestra fueron las siguientes: Cuando cae la noche de Patricia Rozema, premio del público en 1995 en Berlín; Carol (2015) de Todd Haynes con seis nominaciones a los Oscars y Retrato de una mujer en llamas de Céline Sciamma, premio al mejor guion en el Festival de Cannes de 2019.
En la segunda edición del año 2023 tuvo lugar los días 4, 5, 6 y 7 de septiembre, abriéndose a nuevas actividades como la presentación de libros con temática cinematográfica lésbica. Las películas seleccionadas fueron: Chavela (2017) de Catherine Gund y Darecha Kyi, Un amor de verano (1982) de Catherine Corsini, Carmen y Lola (2018) de Arantxa Echevarría y la presentación del libro de Francina Ribes Pericá: Ausencia y Exceso: lesbianas bisexuales y asesinas en el cine negro de Hollywood.

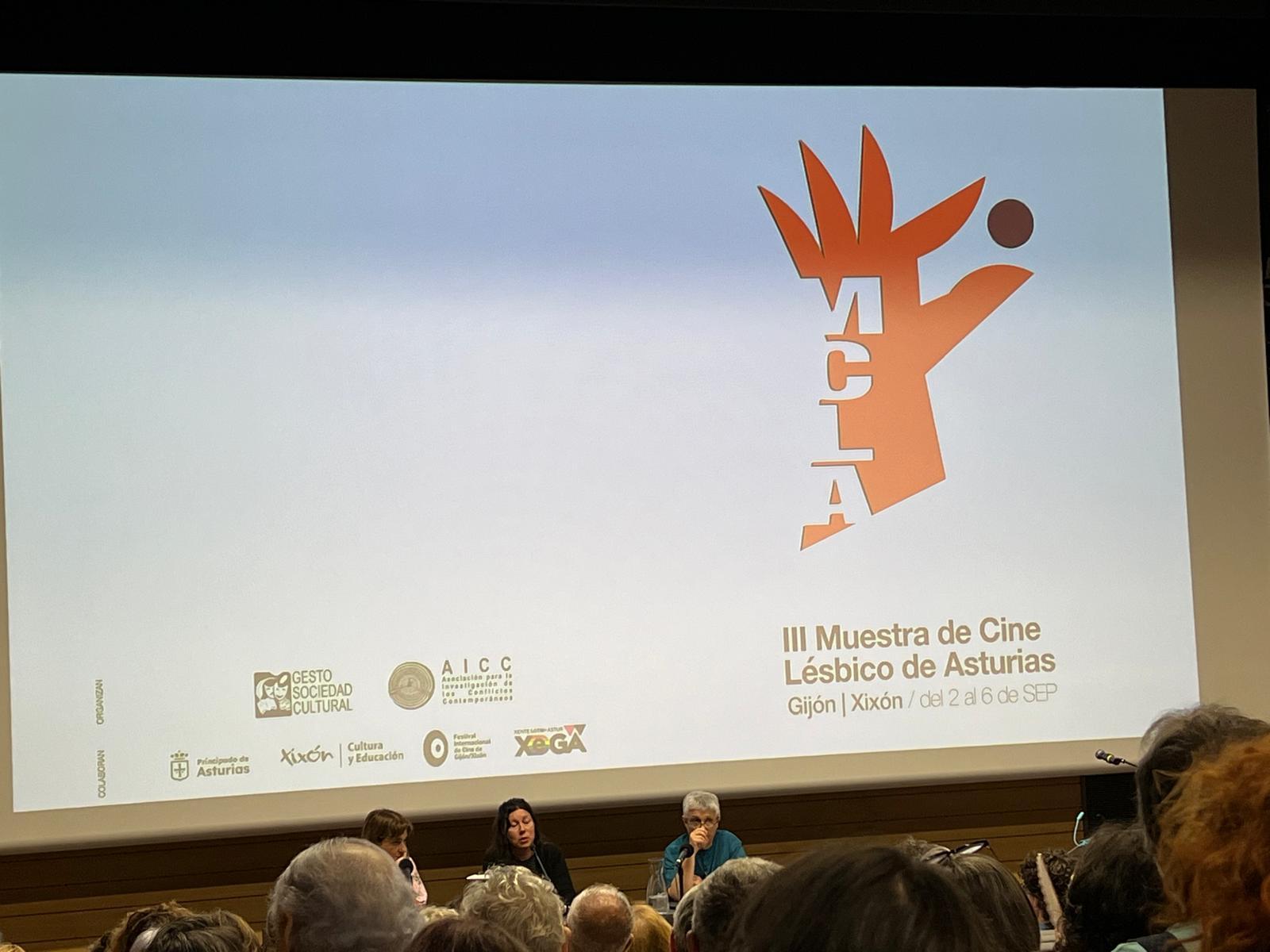
III Muestra de Cine Lésbico de Asturias en Gijón. Salón de Actos de la Escuela de Comercio de Gijón.

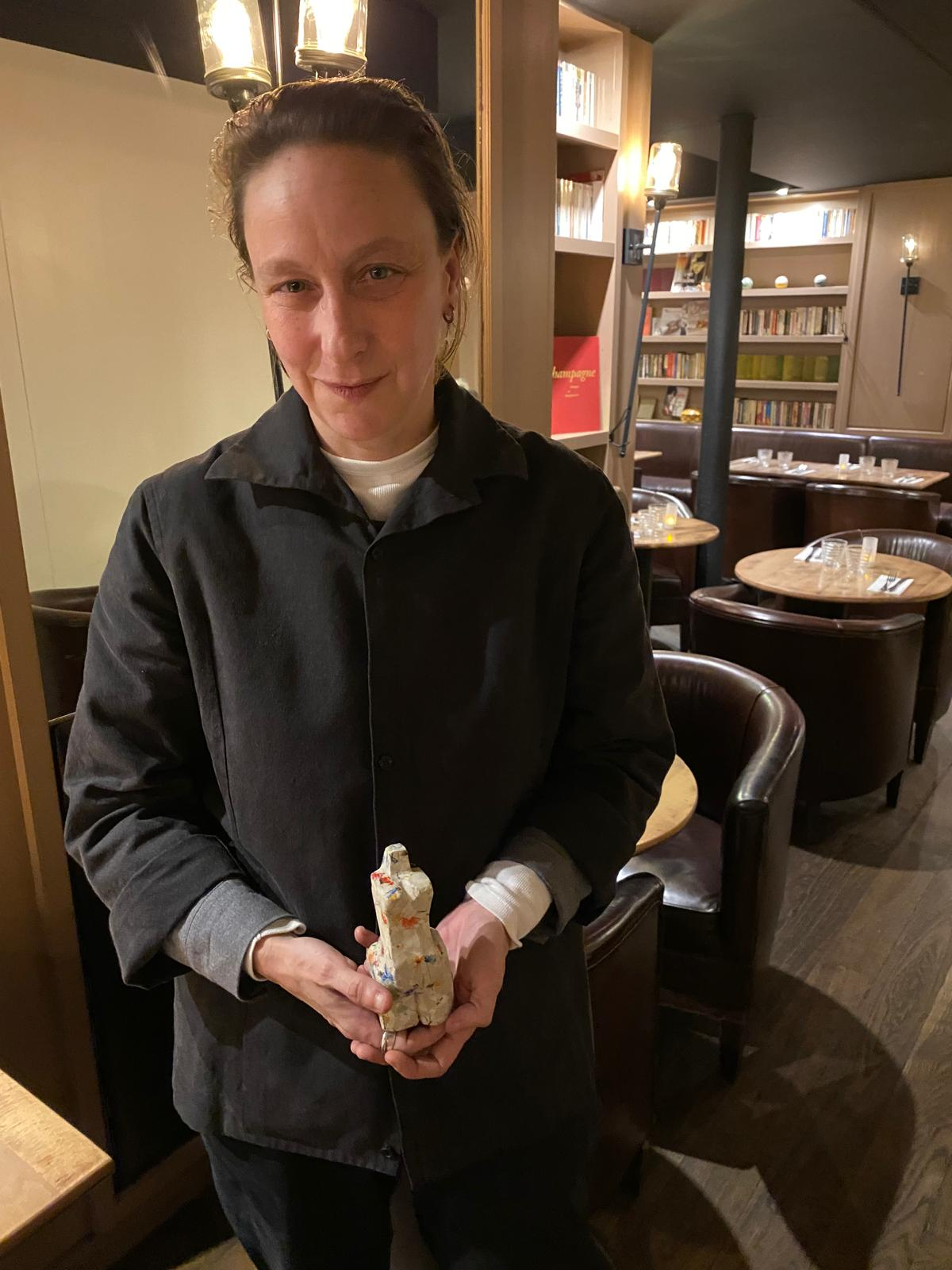
Céline Sciamma en París con el Premio de la III Muestra de Cine Lésbico de Asturias en Gijón

En el año 2024, las películas seleccionadas para la tercera edición fueron por orden de proyección: 
- How a child becomes a poet (2023) de Céline Sciamma, sobre la poeta italiana Patrizia Cavalli.
- El documental Nelly and Nadine (2022) de Magnus Gertten .
- Bleu Jean (2022) de Georgia Oakley.
- El secreto de las abejas (2018) de Annabel Jankel.
- Salir del ropero (2019) de Ángeles Reiné.[2][1][3]

En octubre de 2024, Maria José Palma Borrego, coordinadora de la Muestra, entregó en París a la directora Céline Sciamma una estatua representando a Venus de la creadora gijonesa Leticia González, Díaz por su colaboración desinteresada en la III Muestra. El logo que identifica la Muestra así como el cartel oficial es también obra de la creadora Leticia González Díaz.

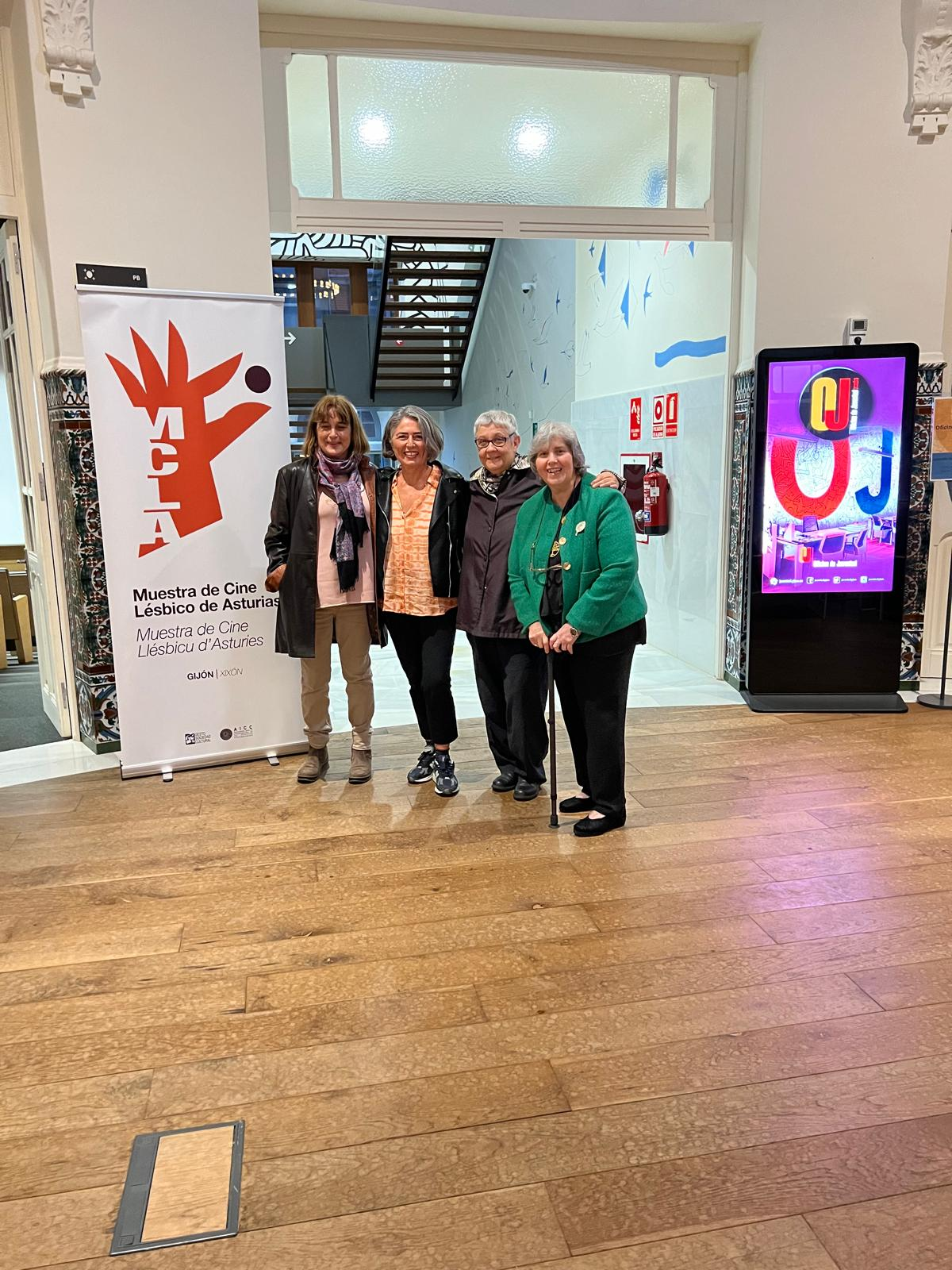
Organizadoras y participantes de la III Muestra de Cine Lésbico de Asturias en Gijón. 2024

## Datos básicos
- Coordinadoras: María José Palma, Arle Corte y Ana Margarita González.
- Inauguración: 23 de agosto de 2022
- Días de duración: cinco días. Primera semana de septiembre de cada año.
- Sala de proyección: Salón de Actos de la Escuela de Comercio de Gijón.